# Marco Civoli
Marco Gianluigi Civoli (Milano, 5 ottobre 1957) è un giornalista e conduttore televisivo italiano.

## Carriera
Esordisce presso l'emittente locale lombarda dei padri paolini Telenova. Entrato in Rai nel 1988, oltre a condurre e ad intervenire in programmi sportivi come la Domenica Sportiva, A Tutta B (sostituendo Gianni Vasino alla conduzione) e Sport2 Sera, è telecronista di calcio. Diventa il telecronista ufficiale (con commento tecnico alternativamente di Sandro Mazzola, Fabio Capello, Walter Zenga, Salvatore Bagni) delle partite della Nazionale italiana di calcio nel 2004, dopo il campionato europeo di calcio 2004 in Portogallo, commentato da Gianni Cerqueti. Affiancato da Sandro Mazzola, è la voce della vittoria della Nazionale al campionato mondiale di calcio 2006.
Dopo che Fabio Grosso segna il rigore decisivo nella finale, che porta agli Azzurri il quarto mondiale, pronuncia la celebre frase "Il cielo è azzurro sopra Berlino".
Dal 13 settembre 2006, in occasione del ritorno in Rai della massima competizione calcistica europea per club, conduce Un mercoledì da Campioni, il programma di Rai 1 che propone le sintesi in differita di tutti gli incontri del mercoledì della Champions League, dopo la partita più importante della giornata trasmessa dalla stessa rete in prima serata. Insieme a Salvatore Bagni ha effettuato la telecronaca delle partite disputate dalla nazionale di calcio italiana nel campionato europeo di calcio 2008 e della Confederations Cup 2009. Nella stagione 2008-2009 ha condotto Replay su Rai 3 il lunedì in seconda serata.
Nel 2010 commenta le partite della Nazionale italiana al campionato mondiale di calcio 2010, sempre con Salvatore Bagni. Il 10 agosto 2010 effettua l'ultima telecronaca della Nazionale italiana (nella partita persa 1-0 a Londra contro la Costa d'Avorio); in quell'occasione viene affiancato da Bruno Gentili, che poi gli succederà nelle telecronache della Nazionale italiana di calcio. Dal 28 agosto dello stesso anno passa alla conduzione de La Domenica Sportiva insieme a Paola Ferrari, rimanendo poi nel cast della trasmissione come opinionista. Nell'estate del 2014 è nel cast del programma comico-sportivo Maxinho do Brazil su Rai Sport 1, occupandosi delle telecronache "alternative" del mondiale di calcio brasiliano.
Dal dicembre 2014 al 2016 è vicedirettore di Rai Sport. È uno degli ospiti fissi nei post-partita a Il grande match per il Campionato europeo di calcio 2016 e a Dribbling Europei per il Campionato europeo di calcio 2020. Nel 2022 lascia la Rai, andando in pensione.
È uno degli ospiti di Calcissimo, trasmissione di 7gold.

### Altre attività
Sindacalista dell'Usigrai, sindacato dei giornalisti Rai, insieme a Mauro Sandreani ha prestato la sua voce per il commento delle partite nei capitoli del videogioco Pro Evolution Soccer da PES 4 a PES 2008.